# Jūraqān
Jūraqān (persiska: جورَقان, جوزغان, جُّرَغَن, جَروقان, جُورَقان, جوروغَن, جورقان) är en ort i Iran.   Den ligger i provinsen Hamadan, i den nordvästra delen av landet, 280 km väster om huvudstaden Teheran. Jūraqān ligger 1 729 meter över havet och antalet invånare är 8 851.
Terrängen runt Jūraqān är huvudsakligen platt, men österut är den kuperad. Runt Jūraqān är det ganska tätbefolkat, med 199 invånare per kvadratkilometer. Närmaste större samhälle är Hamadan, 10,2 km söder om Jūraqān. Trakten runt Jūraqān består i huvudsak av gräsmarker.